# Dendrophthora densifolia
Dendrophthora densifolia är en sandelträdsväxtart som beskrevs av J. Kuijt. Dendrophthora densifolia ingår i släktet Dendrophthora och familjen sandelträdsväxter. Inga underarter finns listade i Catalogue of Life.